# Hechtconger
Die Hechtconger (Muraenesocidae, Lat.: muraena = Muräne, Gr.: esox = Hecht) sind eine wenig bekannte Familie aalartiger Fische, die in tropischen Bereichen des Atlantik, Pazifik und des Indischen Ozean in Tiefen von zehn bis 1200 Metern leben.

## Merkmale
Hechtconger werden, je nach Art, 60 Zentimeter bis 2,50 Meter lang. Ihre Maulspalte reicht bis weit hinter die Augen. Sie haben starke Fangzähne auf dem Vomer und vorne im Unterkiefer. Ihre Brustflossen sind gut entwickelt, der Ansatz der Rückenflosse liegt über den Brustflossen oder kurz davor. Die großen Augen sind mit Haut bedeckt, das Seitenlinienorgan verborgen. Hechtconger haben 120 bis 216 Wirbel.

## Gattungen und Arten

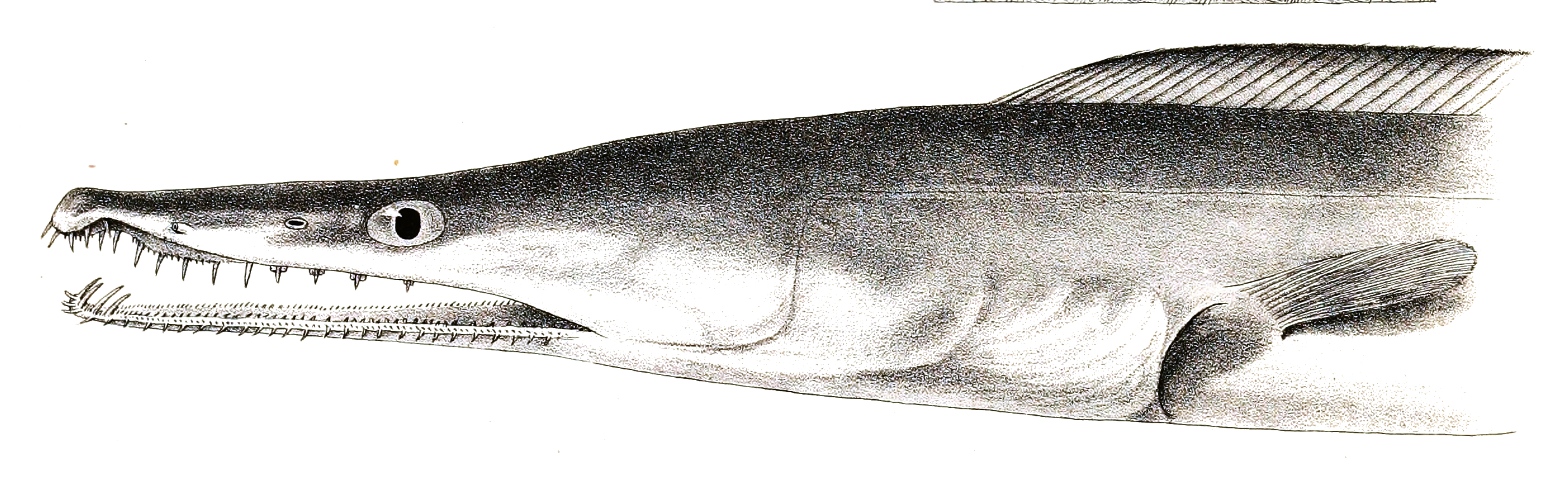
Congresox telabonoides

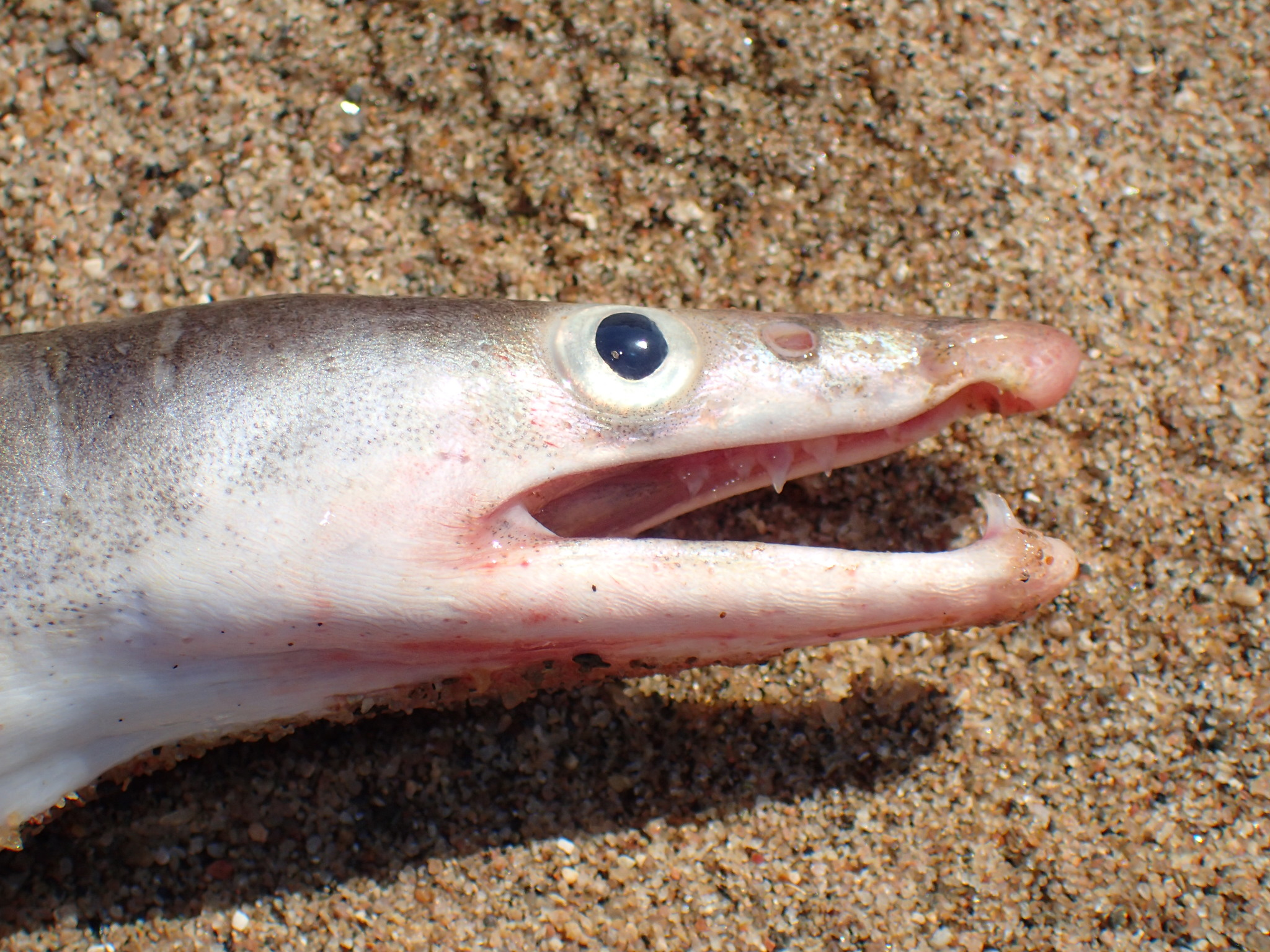
Muraenesox bagio

Es gibt 15 Arten in sechs Gattungen:
- Gattung Congresox
  - Congresox talabon
  - Congresox talabonoides
- Gattung Cynoponticus
  - Cynoponticus coniceps
  - Cynoponticus ferox
  - Cynoponticus savanna
- Gattung Gavialiceps
  - Gavialiceps arabicus
  - Gavialiceps bertelseni
  - Gavialiceps javanicus
  - Gavialiceps taeniola
  - Gavialiceps taiwanensis
- Gattung Muraenesox
  - Muraenesox bagio
  - Muraenesox cinereus
  - Muraenesox yamaguchiensis
- Gattung Oxyconger
  - Oxyconger leptognathus
- Gattung Sauromuraenesox
  - Sauromuraenesox vorax